# Trones (Verdal)
Trones este o localitate din comuna Verdal, provincia Nord-Trøndelag, Norvegia, cu o suprafață de 0,17 km² și o populație de 424 locuitori (2013).